# Campeonato Mundial de Ciclocrós de 2003
El LIV Campeonato Mundial de Ciclocrós se celebró en Monopoli (Italia) el 2 de febrero de 2003 bajo la organización de la Unión Ciclista Internacional (UCI) y la Federación Italiana de Ciclismo.

## Medallistas
| Evento    | Oro                                 | Plata                        | Bronce                     |
| --------- | ----------------------------------- | ---------------------------- | -------------------------- |
| Masculino | Bart Wellens · Bélgica              | Mario De Clercq · Bélgica    | Erwin Vervecken · Bélgica  |
| Femenino  | Daphny van den Brand · Países Bajos | Hanka Kupfernagel · Alemania | Laurence Leboucher Francia |

### Masculino
| Puesto            | Ciclista        | País    | Tiempo |
| ----------------- | --------------- | ------- | ------ |
| Medalla de oro    | Bart Wellens    | Bélgica | 56:43  |
| Medalla de plata  | Mario De Clercq | Bélgica | 57:21  |
| Medalla de bronce | Erwin Vervecken | Bélgica | 58:03  |
| 4                 | Ben Berden      | Bélgica | 58:11  |
| 5                 | Sven Nys        | Bélgica | 58:11  |
| 6                 | Francis Mourey  | Francia | 58:49  |
| 7                 | Daniele Pontoni | Italia  | 58:49  |
| 8                 | Tom Vannoppen   | Bélgica | 59:07  |

### Femenino
| Puesto            | Ciclista             | País         | Tiempo |
| ----------------- | -------------------- | ------------ | ------ |
| Medalla de oro    | Daphny van den Brand | Países Bajos | 38:24  |
| Medalla de plata  | Hanka Kupfernagel    | Alemania     | 38:26  |
| Medalla de bronce | Laurence Leboucher   | Francia      | 38:40  |
| 4                 | Annabella Stropparo  | Italia       | 38:55  |
| 5                 | Mette Andersen       | Dinamarca    | 39:24  |
| 6                 | Maria Paola Turcutto | Italia       | 39:29  |
| 7                 | Maryline Salvetat    | Francia      | 39:34  |
| 8                 | Nicole de Bie-Leyten | Países Bajos | 39:47  |